# Алегія
Алегія, Алегрія-де-Орія (баск. Alegia (офіційна назва), ісп. Alegría de Oria) — муніципалітет в Іспанії, у складі автономної спільноти Країна Басків, у провінції Гіпускоа. Населення — 1733 особи (2009).
Муніципалітет розташований на відстані близько 330 км на північний схід від Мадрида, 26 км на південь від Сан-Себастьяна.
На території муніципалітету розташовані такі населені пункти: (дані про населення за 2009 рік)
- Алегія: 733 особи
- Ерротальдеа: 853 особи
- Лангаурреальдеа: 147 осіб

## Демографія
Динаміка населення (INE ):

## Галерея зображень

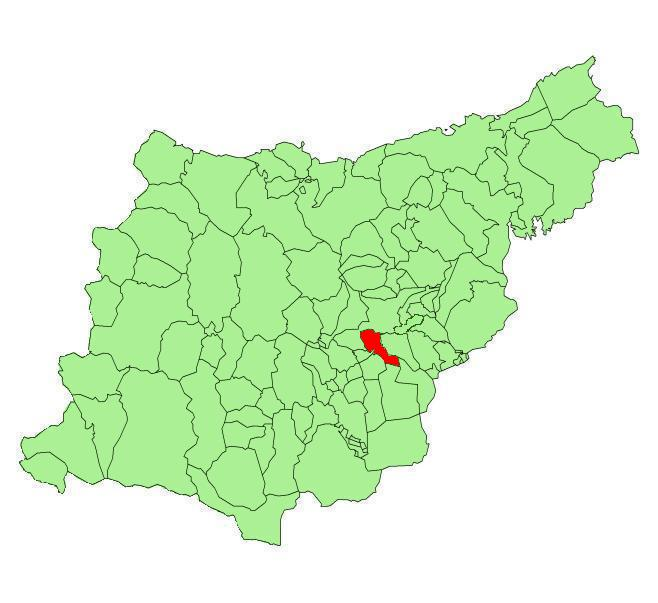
Розташування муніципалітету
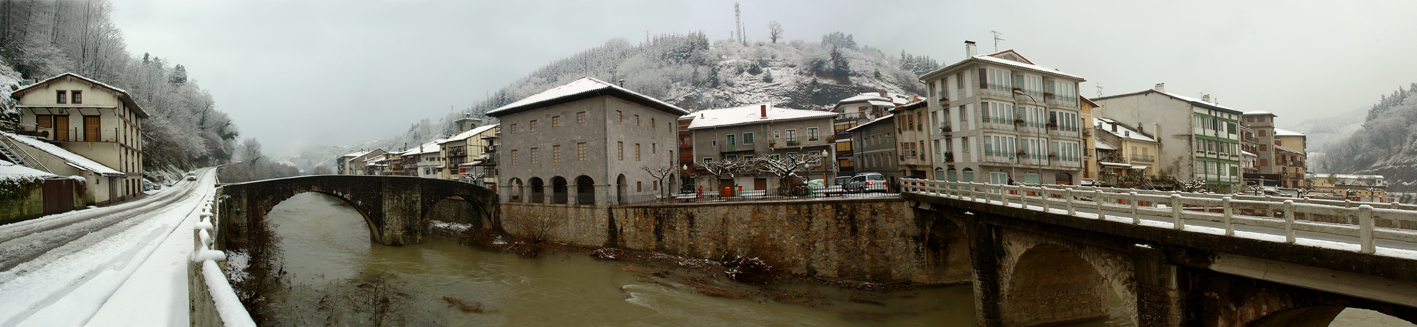
Панорама Алегії